# Rutger Bennet (militär)
Rutger Bennet, född den 6 april 1720 i Skåne, död den 1 mars 1791 i Örby socken, Älvsborgs län, var en svensk friherre och militär. Han var son till Wilhelm Bennet och dotterston till Kjell Christoffer Barnekow.
Bennet blev volontär vid Adlerfeltska regementet 1735, förare där 1736, fänrik 1740, löjtnant 1742 och kapten 1747. Han befordrades till major vid garnisonsregementet i Göteborg 1754, till överstelöjtnant vid Österbottens regemente 1764, till överste i Älvsborgs regemente och till generalmajor i armén 1782. Bennet deltog i kriget i Finland på 1740-talet. Han ägde Västanå slott. Bennet blev riddare av Svärdsorden 1751.